# تنویل‌تری‌فلورواستون
تنویل‌تری‌فلورواستون (به انگلیسی: Thenoyltrifluoroacetone) با فرمول شیمیایی C8H5F3O2S یک ترکیب شیمیایی با شناسه پاب‌کم 5601 است. که جرم مولی آن 222.18 g mol−1 می‌باشد. شکل ظاهری این ترکیب، بلورهای زرد است.